# 東原町 (山形市)
東原町（ひがしはらまち）は、山形県山形市に存在する町名。現行行政地名は東原町一丁目から四丁目。郵便番号は990-0034。

## 人口と世帯
2015年（平成27年）6月30日現在の世帯数と人口は以下の通りである。
| 丁目        | 世帯数   | 人口   |
| ----------- | -------- | ------ |
| 東原町1丁目 | 464世帯  | 848人  |
| 東原町2丁目 | 602世帯  | 1040人 |
| 東原町3丁目 | 521世帯  | 925人  |
| 東原町4丁目 | 522世帯  | 960人  |
| 計          | 2105世帯 | 3773人 |

## 地理
東原町は山形市内中心部の東寄りに位置する町名で、西に小白川町、あこや町、北に緑町、西に七日町、小姓町、南に小荷駄町、南原町とそれぞれ接する。
かつては桑畑が広がる中に住宅が点在し、養蚕試験場が置かれていた。現在は主に住宅地であり、隣接する小白川町に立地する山形大学小白川キャンパスの学生街としても機能している。

## 交通
- 鉄道駅は存在せず、線路も走っていない。最寄り駅はJR山形新幹線・奥羽本線の山形駅である。
- バス路線は山交バスや山形市コミュニティバス（東くるりん）などが同町に停車している。他、山形県立山形南高等学校の前には仙台行きの高速バスの停留所がある。
- 道路は山形県道16号山形停車場線が山形駅から同町を貫いている。それ以外の道路は全般に幅が狭い生活道路である。

## 施設
- 山形県立山形南高等学校
- 山形市立第五小学校
- 清風荘庭園（もみじ公園）
- コープひがしはら